# Dekanat Pardubice
Dekanat Pardubice – jeden z 14 dekanatów diecezji hradeckiej w Czechach. Według stanu na styczeń 2016, w jego skład wchodziło 23 parafie. 

## Lista parafii
| Lp. | Miejscowość           | Parafia                                       | Kościół                                                        |
| --- | --------------------- | --------------------------------------------- | -------------------------------------------------------------- |
| 1   | Býšť                  | Parafia św. Jerzego                           | Kościół św. Jerzego w Býšti                                    |
| 2   | Dašice                | Parafia Narodzenia Najświętszej Maryi Panny   | Kościół Narodzenia Najświętszej Maryi Panny w Dašicach         |
| 3   | Holice                | Parafia św. Marcina, biskupa                  | Kościół św. Marcina w Holicach                                 |
| 4   | Horní Jelení          | Parafia Trójcy Przenajświętszej               | Kościół Trójcy Przenajświętszej w Horním Jelením               |
| 5   | Horní Roveň           | Parafia św. Katarzyny, dziewicy i męczennicy  | Kościół św. Katarzyny w Horní Rovni                            |
| 6   | Choltice              | Parafia św. Romediusa                         | Kościół św. Romediusa w Cholticach                             |
| 7   | Kladruby nad Labem    | Parafia św. Wacława i św. Leopolda            | Kościół św. Wacława i św. Leopolda w Kladrubach nad Labem      |
| 8   | Lázně Bohdaneč        | Parafia św. Marii Magdaleny                   | Kościół św. Marii Magdaleny w Lázniach Bohdančy                |
| 9   | Lipoltice             | Parafia św. Mateusza, apostoła i ewangelisty  | Kościół św. Mateusza w Lipoltice                               |
| 10  | Mikulovice u Pardubic | Parafia św. Wacława, męczennika               | Kościół św. Wacława w Mikulovicach u Pardubic                  |
| 11  | Opatovice nad Labem   | Parafia św. Wawrzyńca, diakona i męczennika   | Kościół św. Wawrzyńca w Opatovicach nad Labem                  |
| 12  | Ostřetín              | Parafia Zwiastowania Najświętszej Maryi Panny | Kościół Zwiastowania Najświętszej Maryi Panny w Ostřetínie     |
| 13  | Pardubice             | Parafia św. Bartłomieja Apostoła              | Kościół św. Bartłomieja Apostoła w Pardubicach                 |
| 14  | Přelouč               | Parafia św. Jakuba Starszego Apostoła         | Kościół św. Jakuba Starszego Apostoła w Přeloučy               |
| 15  | Radhošť               | Parafia św. Jerzego, męczennika               | Kościół św. Jerzego w Radhošti                                 |
| 16  | Rohovládova Bělá      | Parafia Świętych Apostołów Piotra i Pawła     | Kościół Świętych Apostołów Piotra i Pawła w Rohovládovie Bělej |
| 17  | Rosice nad Labem      | Parafia św. Wacława, męczennika               | Kościół św. Wacława w Rosicach nad Labem                       |
| 18  | Sezemice              | Parafia Trójcy Przenajświętszej               | Kościół Trójcy Przenajświętszej w Sezemicach                   |
| 19  | Třebosice             | Parafia Podwyższenia Krzyża Świętego          | Kościół Podwyższenia Krzyża Świętego w Třebosicach             |
| 20  | Turkovice u Přelouče  | Parafia św. Marcina, biskupa                  | Kościół św. Marcina w Turkovicach u Přelouče                   |
| 21  | Vápno u Přelouče      | Parafia św. Jerzego, męczennika               | Kościół św. Jerzego w Vápnie u Přelouče                        |
| 22  | Vysoké Chvojno        | Parafia św. Gotharda, biskupa                 | Kościół św. Gotharda w Vysokém Chvojnie                        |
| 23  | Zdechovice            | Parafia Świętych Apostołów Piotra i Pawła     | Kościół Świętych Apostołów Piotra i Pawła w Zdechovicach       |